# 苏集镇 (康乐县)
苏集镇，是中华人民共和国甘肃省临夏回族自治州康乐县下辖的一个乡镇级行政单位。

## 行政区划
苏集镇下辖以下地区：
丰台村、古洞沟村、高楼子村、马寨村、塔关村、关扎村、苏集村、周家沟村和半坡村。